# Молотилов, Вадим Анатольевич
Вадим Анатольевич Молотилов (род. 27 ноября 1968, Саратов) — советский и российский хоккеист, нападающий.

## Биография
Воспитанник саратовского «Кристалла», провёл за команду 16 сезонов (1985/86 — 1987/88, 1988/89 — 1996/97, 2000/01 — 2001/02, 2002/03 — 2003/04), сыграл более 700 матчей, набрал почти 250 очков. Также выступал за команды «Химик» Энгельс (1985/86), СКА МВО Калинин (1987/88 — 1988/89), «Северсталь» Череповец (1997/98 — 1998/99), «Сибирь» Новосибирск (1999/2000), «ВИК Хоки Унгдом» Вестерос (Швеция, 2000/01, 2001/02).
После завершения карьеры занялся бизнесом. Игрок любительских и ветеранских турниров Саратовской области. В сезоне 2026/17 — генеральный менеджер «Кристалла».